# IC 5314
IC 5314 — галактика типу C (компактна галактика) у сузір'ї Пегас.
Цей об'єкт міститься в оригінальній редакції індексного каталогу.